# Манджанте, Джованни
Джова́нни Манджа́нте (распространена некорректная транскрипция Манья́нте; фр. Giovanni Mangiante; 28 августа 1893, Брешиа — 6 декабря 1957, там же) — итальянский гимнаст, чемпион Олимпийских игр 1912 в командном первенстве. Младший брат Лоренцо Манджанте, гимнаста, олимпийского чемпиона 1912 и 1920 годов.